# Muntjac du Truong Son
Muntiacus truongsonensis
Pour les articles homonymes, voir Muntjac et Reeve.
Espèce
Statut de conservation UICN

 DD  : Données insuffisantes
Le Muntjac du Truong Son ou Muntjac Annamite (Muntiacus truongsonensis) est une espèce de muntjacs, un type de cervidés. C'est l'une des plus petites espèces de muntjacs, les individus adultes pesant environ 15 kg pour une taille égale à la moitié de celle d'un muntjac indien (ou muntjac commun).
Ce muntjac a été découvert dans les montagnes Truong Son au Viêt Nam en 1997. Il a été identifié à partir de squelettes et grâce aux indications des villageois qui le nomment samsoi cacoong qui pourrait se traduire par « le cerf qui vit dans la forêt profonde et épaisse ». Il a été identifié depuis dans les forêts vietnamiennes, via l'analyse ADN de grandes quantités de sangsues.

## Répartition
Ce muntjac se rencontre au Laos et au Viêt Nam. Sa présence est incertaine en Chine. Il est présent aux altitudes comprises entre 400 et 1 000 mètres. Sa petite taille lui permet de se déplacer dans les sous-bois denses.

## Classification
Le nom valide complet (avec auteur) de ce taxon est Muntiacus truongsonensis (Giao (d), Tuoc (d), Dung (d), Wikramanayake (d), Amato (d), Arctander (d) & MacKinnon (d), 1997),.
L'espèce a été initialement classée dans le genre Caninmuntiacus sous le protonyme Caninmuntiacus truongsonensis Giao, Tuoc & Eric.
Ce taxon porte en français les noms vernaculaires ou normalisés suivants : Muntjac des Truong Son, Muntjac de Truong Son,.
Muntiacus truongsonensis a pour synonymes :
- Caninmuntiacus truongsonensis Giao, Tuoc & Eric
- Muntiacus napensis Tobias, 1997

### Étymologie
Son épithète spécifique, composée de truongson et du suffixe latin -ensis, « qui vit dans, qui habite », fait référence à sa localité type, Truong Son dans le Nord du Viêt Nam, proche de la frontière avec le Laos.

### Publication originale
- (en) P. M. Giao, D. Tuoc, V. V. Dung, E. D. Wikramanayake, G. Amato, P. Arctander et J. R. MacKinnon, « Description of Muntiacus truongsonensis, a new species of muntjac (Artiodactyla: Muntiacidae) from Central Vietnam, and implications for conservation », Animal Conservation, Wiley-Blackwell, vol. 1, no 1,‎ février 1998, p. 61-68 (ISSN 1367-9430 et 1469-1795, DOI 10.1111/J.1469-1795.1998.TB00227.X, lire en ligne).